# Altenburger Prinzenraub

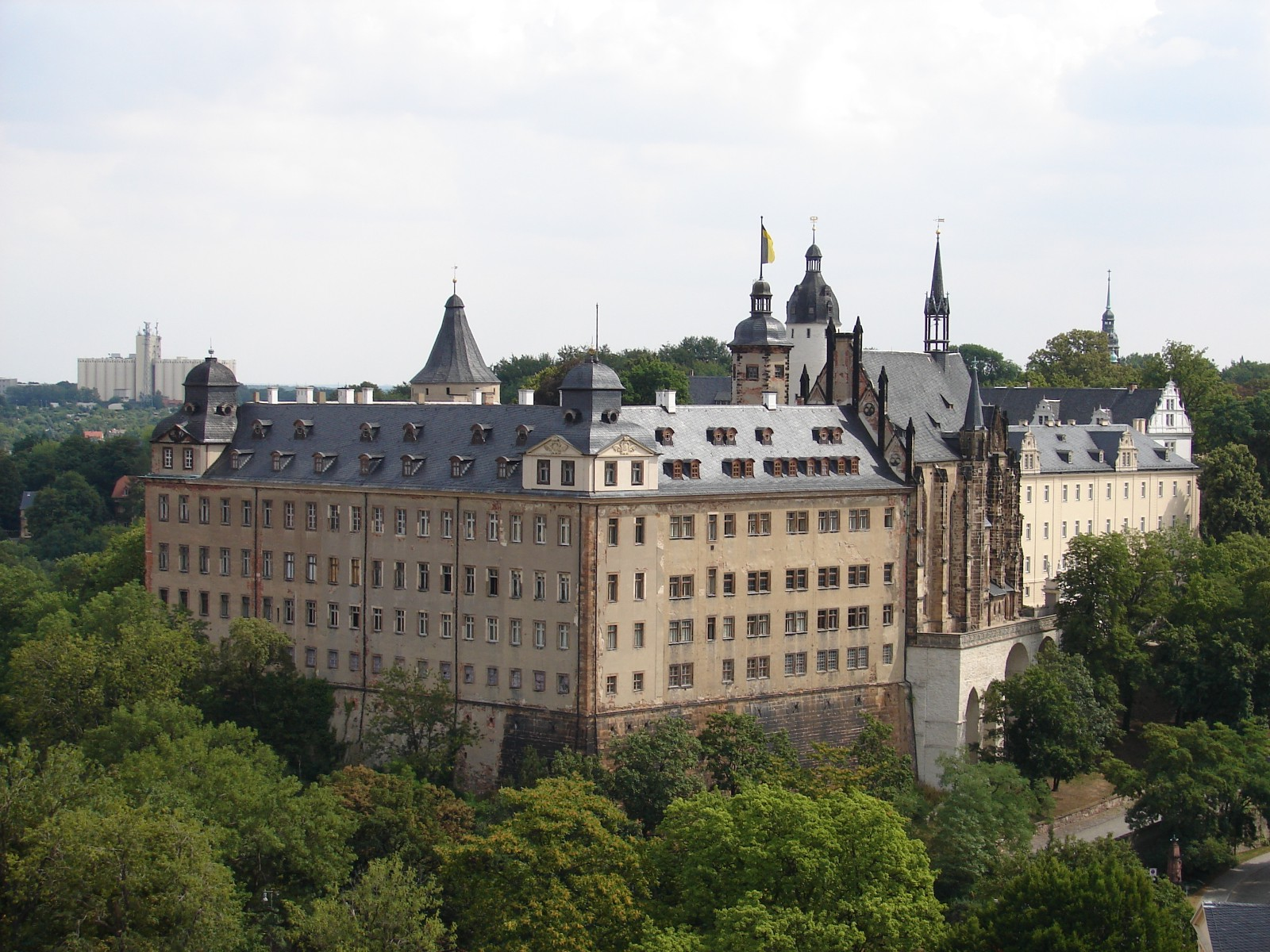
Das Schloss zu Altenburg in seiner heutigen Form

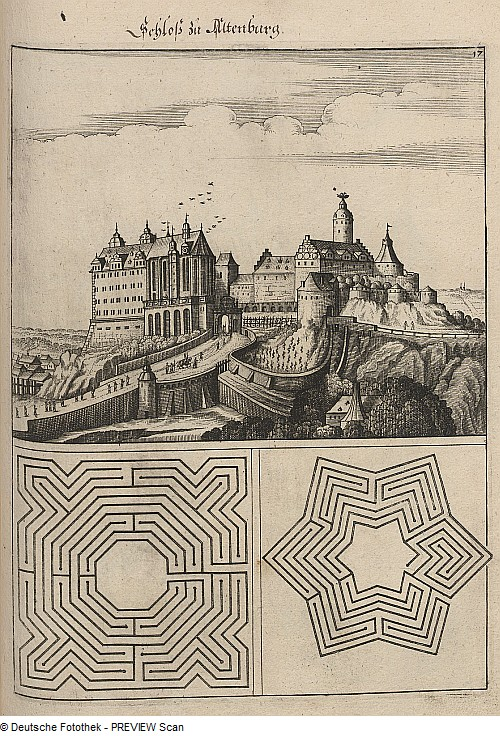
Schloss im Jahre 1664

Der Altenburger Prinzenraub, auch Sächsischer Prinzenraub genannt, ist ein historisches Ereignis der sächsisch-thüringischen Geschichte. Der Junker Kunz von Kauffungen entführte in der Nacht vom 7. zum 8. Juli 1455 die 14- und 11-jährigen Prinzen Ernst und Albrecht, die im späteren Lebensalter die ernestinische und die albertinische Linie des Fürstengeschlechts der Wettiner begründeten, deren Herrschaftsgebiete als Vorläufer der Länder Thüringen und Sachsen gelten. Durch die Entführung wollte Kunz von Kauffungen den Kurfürsten von Sachsen, Friedrich den Sanftmütigen, zwingen, seine Forderungen nach Entschädigung für seine verloren gegangenen Ländereien zu erfüllen, was jedoch misslang.

## Vorgeschehnisse
Die Differenzen zwischen Kunz von Kauffungen und dem sächsischen Kurfürsten Friedrich dem Sanftmütigen (1428–1464) gehen auf den Sächsischen Bruderkrieg (1446–1451) zurück. Von Kauffungen beteiligte sich, angeblich auf Bitten Friedrichs, auf der kursächsischen Seite an dem Krieg, wurde allerdings bald gefangen genommen und musste ein Lösegeld von 4000 Gulden für seine Freilassung zahlen. Da er als freier Helfer auf eigenes Risiko in den Krieg eingetreten war, war es nicht am Kurfürsten ihn freizukaufen. Nach dem Ende des Krieges (wahrscheinlich 1451–52) forderte Kunz vom Kurfürsten eine Entschädigung für Zerstörungen an seinen Gütern in Thüringen und für die Enteignung seines Gutes in Schweikershain. Der Kurfürst machte jedoch seinerseits eine Rechnung an Kunz auf. Nach jahrelanger Debatte wurde 1455 schließlich die Überprüfung durch ein Schiedsgericht beschlossen. Die Gerichte in Magdeburg und Friedberg gaben Kunz von Kauffungen Recht, das Gericht im sächsischen Leipzig gab dem Kurfürsten Recht und dieses Urteil zählte letztendlich.
Angesichts des zu erwartenden Urteils reifte bei Kunz von Kauffungen jedoch der Plan, sein vermeintliches Recht auf eigene Faust durchzusetzen.

## Verlauf der Entführung

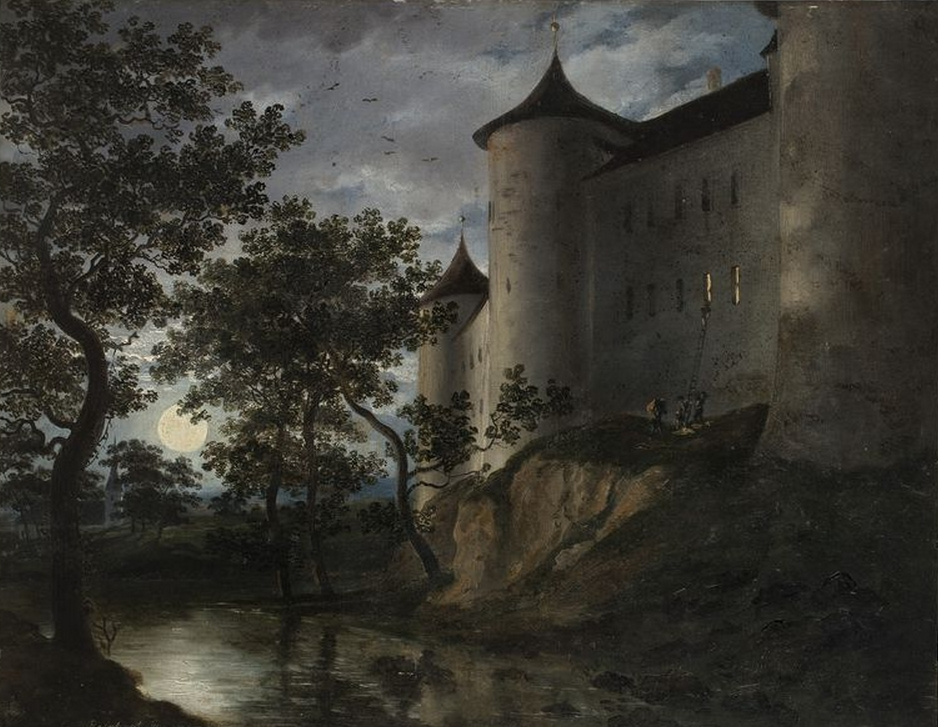
Johann Christian Reinhart: Der sächsische Prinzenraub. Öl auf Bütten, 1785.

Zusammen mit den Rittern Wilhelm von Mosen und Wilhelm von Schönfels bzw. Schönfeld (die Endung des Namens ist umstritten), die ebenfalls eine Rechnung mit Kursachsen offen hatten, und einem Trupp aus 30 Reitern marschierte er in der Nacht vom 7. auf den 8. Juli 1455 auf die Burg des Kurfürsten, das heutige Altenburger Schloss, und entführte die Söhne Friedrichs, die Prinzen Ernst und Albrecht. Dabei kam ihm seine Ortskenntnis als ehemaliger Vogt des Schlosses zugute, sowie die Umstände, dass der Kurfürst auf Reisen und ein Gros des Hofstaates auf einer Verlobungsfeier war. Am Tag zuvor hatten Kauffungen, Mosen und Schönfels Fehdebriefe (formale Kriegserklärungen) an den Kurfürsten abgeschickt. Bei der Vorbereitung seines Planes half ihm der von Kunz zuvor am Schloss eingeschleuste Koch Hans Schwalbe. Sofort wurde Alarm geschlagen (lautes langes Kirchengeläut gilt als Nachrichtenübermittlung an andere Orte), nur in Zwickau und Chemnitz nicht, deren Bürgermeister von Kunz gebeten wurden, dies nicht zu tun.

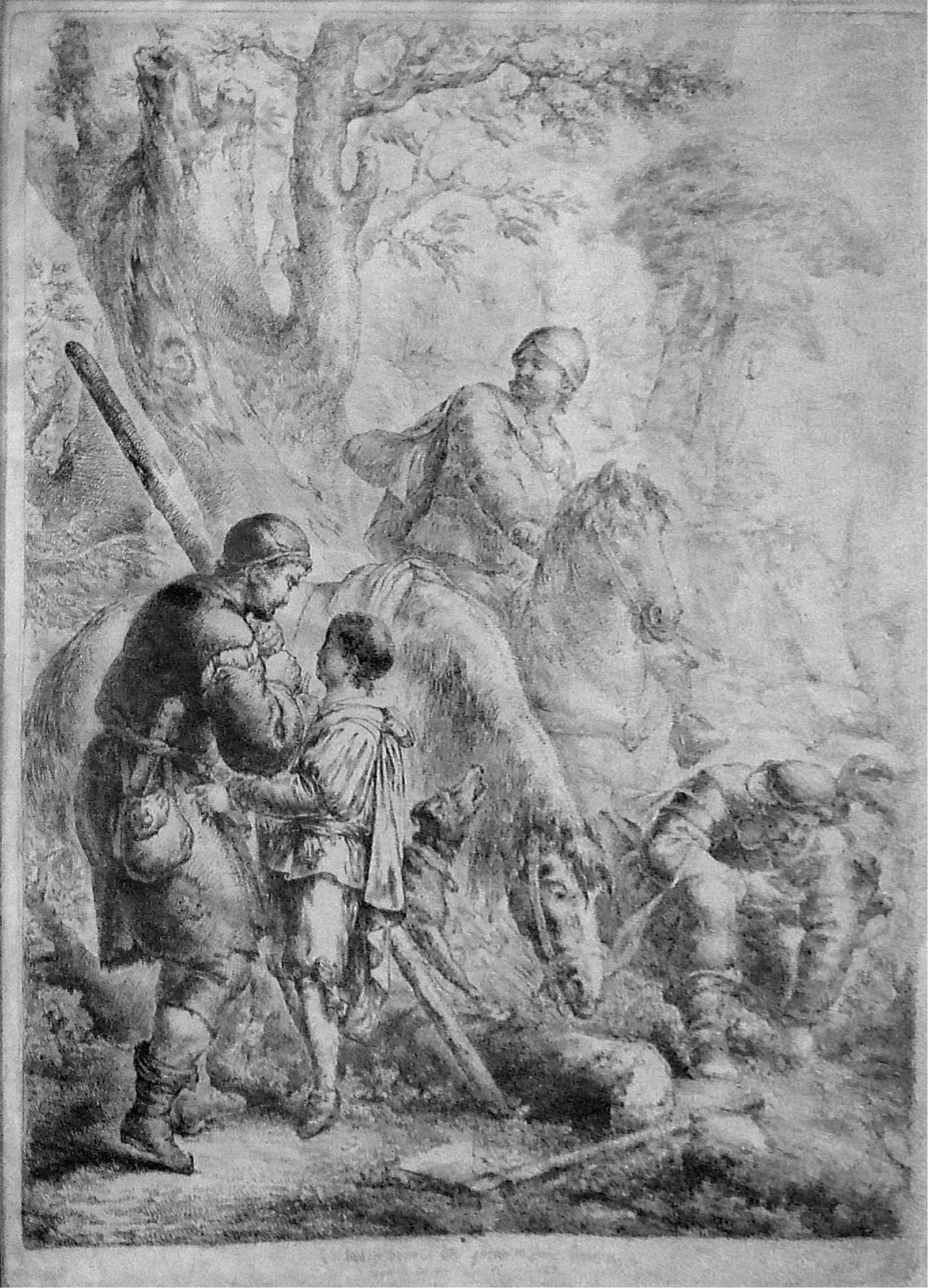
Der Köhler verteidigt den sächsischen Prinzen gegen seinen Räuber Kuntz von Kauffungen (Bernhard Rode 1781)

Nach vollbrachter Tat trennten sich die Entführer. Wilhelm von Mosen und Wilhelm von Schönfels wollten mit dem Prinzen Ernst über das Vogtland nach Böhmen, während Kunz von Kauffungen versuchte, mit Prinz Albrecht über eine östlichere Route über Stollberg und Thalheim seine Güter im sicheren Böhmen zu erreichen. Von dort aus wollten sie Lösegeldforderungen stellen. Noch am selben Tag stellten und überwältigten herbeigerufene Männer (nach verschiedenen Quellen: Dorfbewohner, Köhler, Mönche und Verfolger Friedrichs) Kunz von Kauffungen und seine Reiter bei Waschleithe in der Nähe des Klosters Grünhain im Erzgebirge.
(Eine andere Quelle berichtet: Kunz von Kauffungen wollte mit einem Prinzen über Wolkenburg, Stollberg, Zwönitz und Grünhain nach Böhmen fliehen. Die zweite Gruppe unter Wilhelm von Mosen und Wilhelm von Schönfels mit dem zweiten Prinzen soll die gefahrvollere Route über Callenberg, Tirschheim, Kuhschnappel, Lichtenstein genommen haben und kampierte schließlich zwei Tage in der „Prinzenhöhle“, einem Bergbaustollen bei Hartenstein nahe Burg Stein.)
Von Mosen und von Schönfels kamen mit dem anderen Prinzen über Zwickau in die Hartensteiner Flur. Dort versteckten sie Prinz Ernst in der Prinzenhöhle. Nachdem von Mosen und von Schönfels von der Ergreifung Kauffungens Kenntnis erhielten und merkten, dass ihr Plan zum Scheitern verurteilt war, nahmen sie Verhandlungen mit dem Hartensteiner Schlossherrn Friedrich von Schönburg auf und erreichten Straffreiheit und freien Abzug mit anschließendem Exil im Austausch gegen Prinz Ernst.

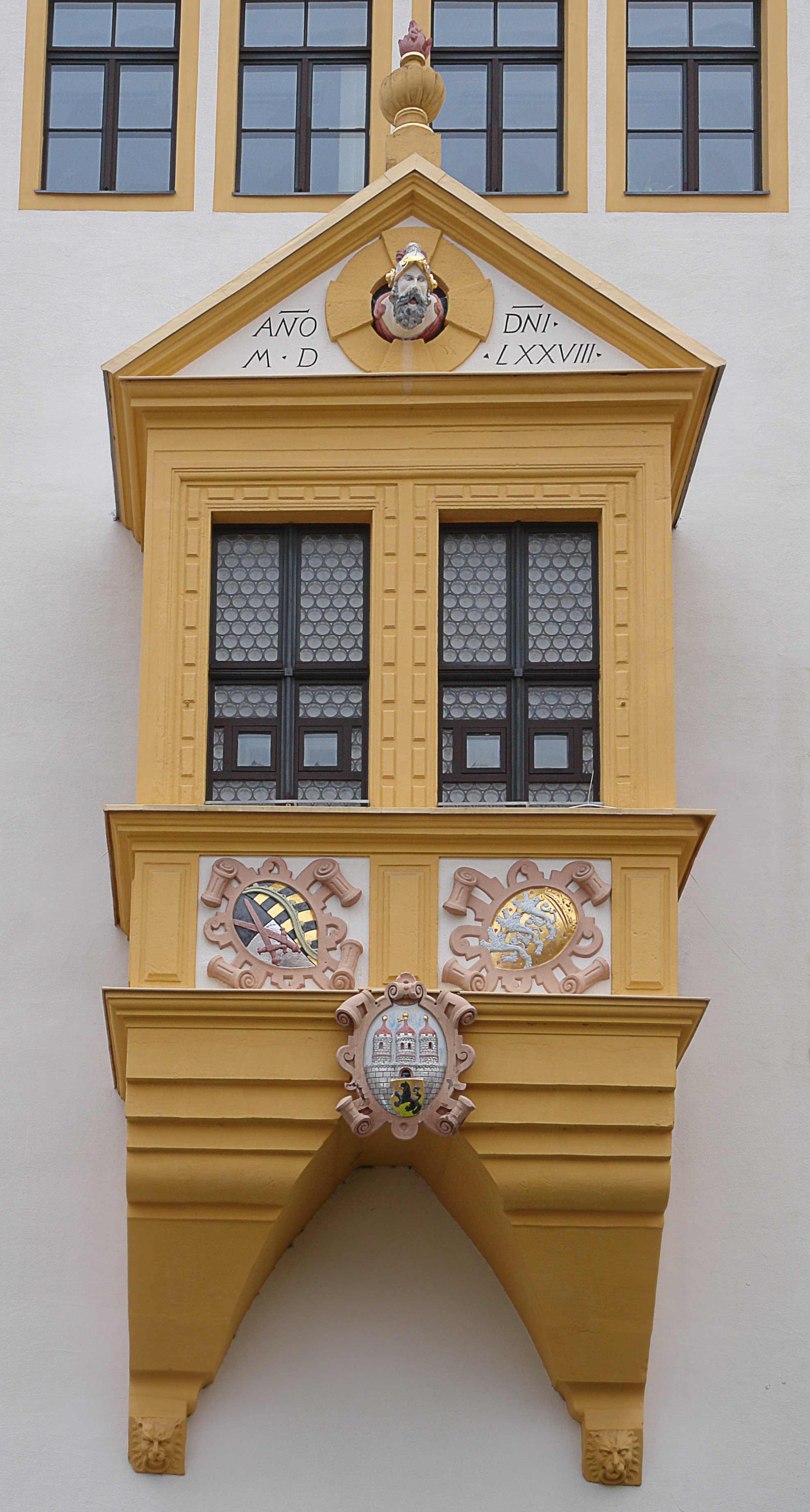
Steinerner Kopf des Kunz von Kauffungen an der Spitze des Freiberger Rathauserkers

Kunz von Kauffungen jedoch wurde in Freiberg vor dem Gericht der Berggeschworenen wegen Landfriedensbruch angeklagt. In der Verhandlung berief er sich auf seine gerechtfertigte Forderung und auf den Fehdebrief, der nach damaligem Recht den Landfrieden außer Kraft setzte. Jedoch ging dieser Fehdebrief (angeblich) ebenso wie die Fehdebriefe von Mosen und von Schönfels erst am Tag nach der Entführung auf Schloss Altenburg ein.

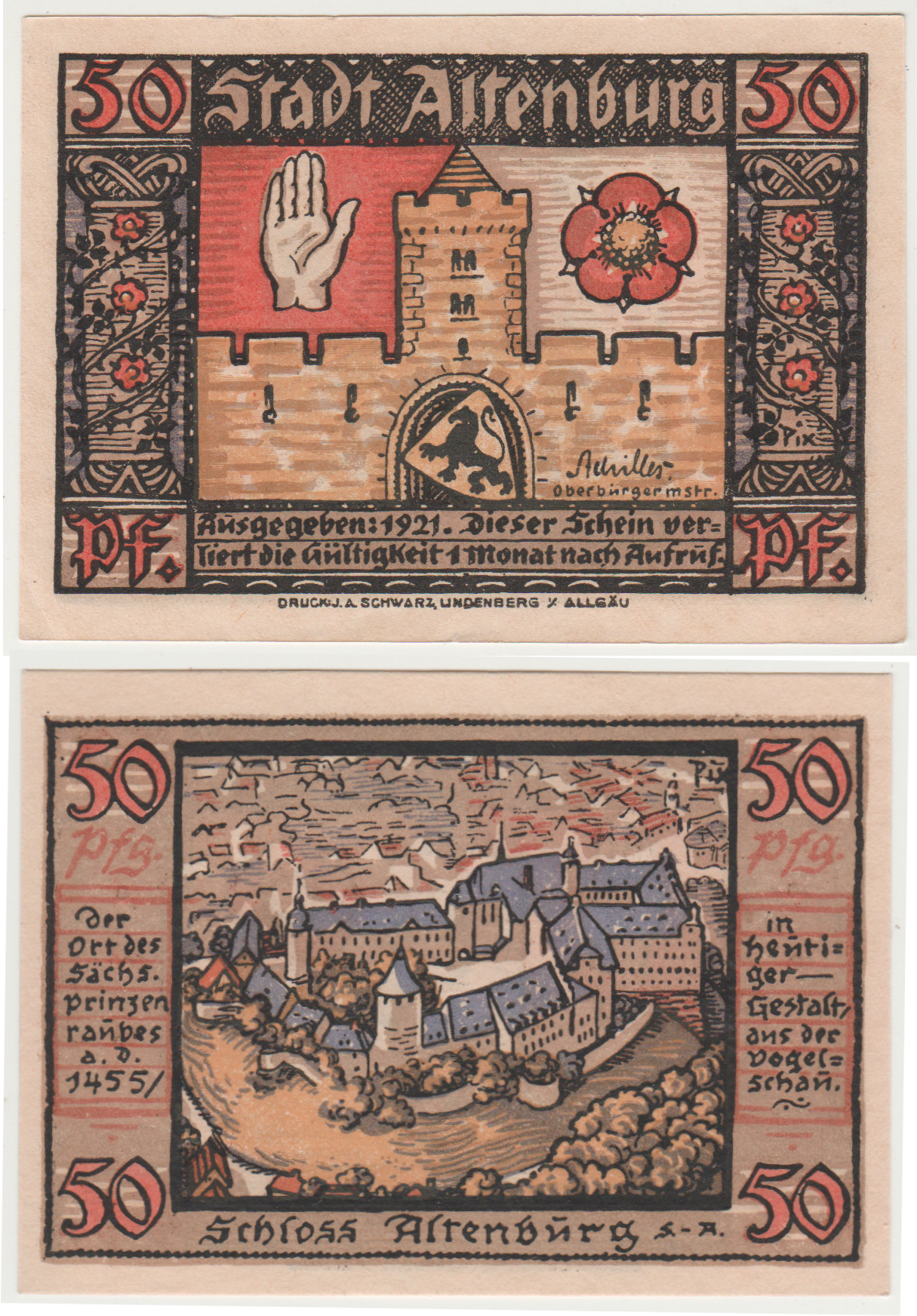
Der Prinzenraub auf Notgeldscheinen aus Altenburg, aus dem Jahr 1921
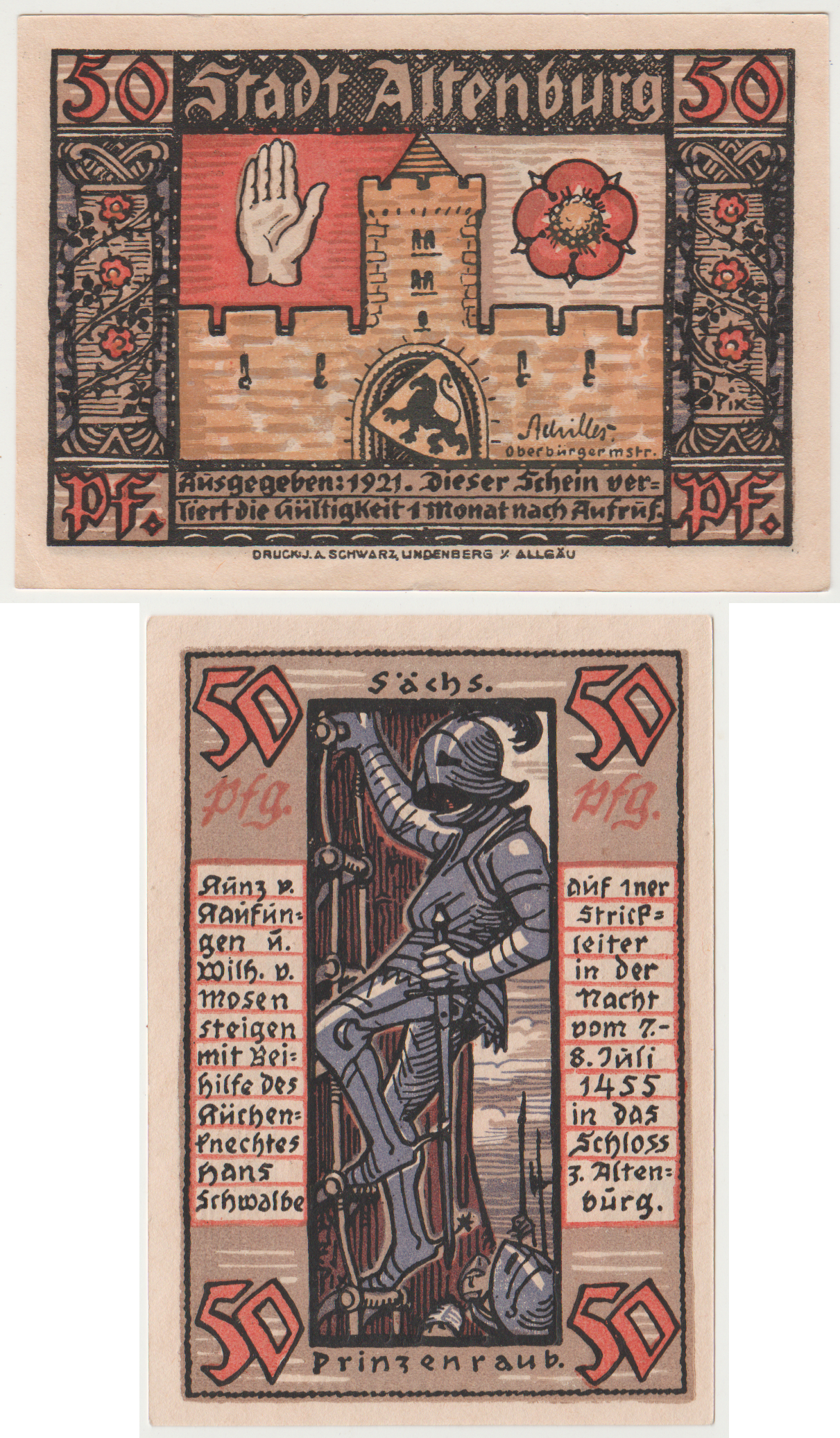
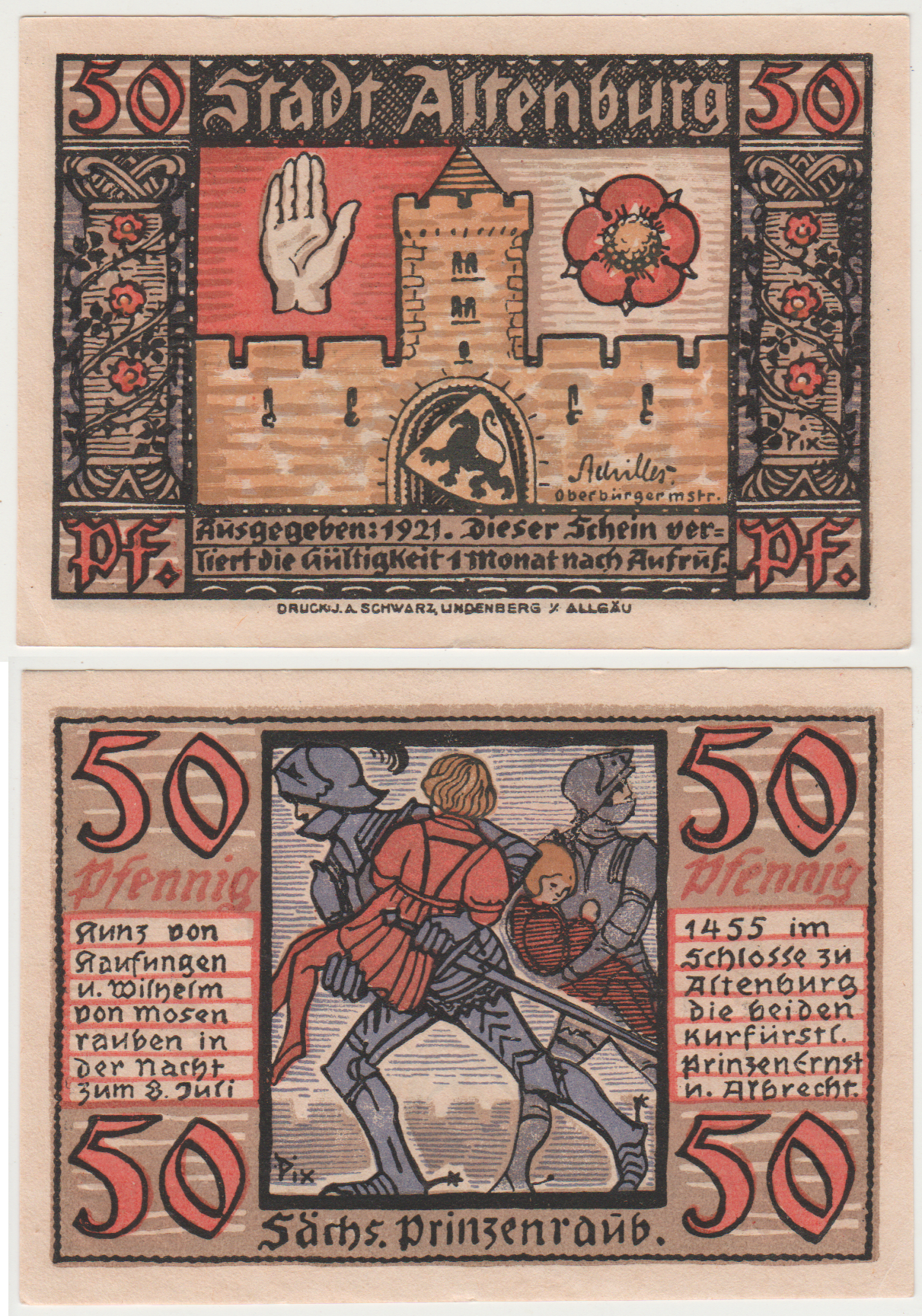
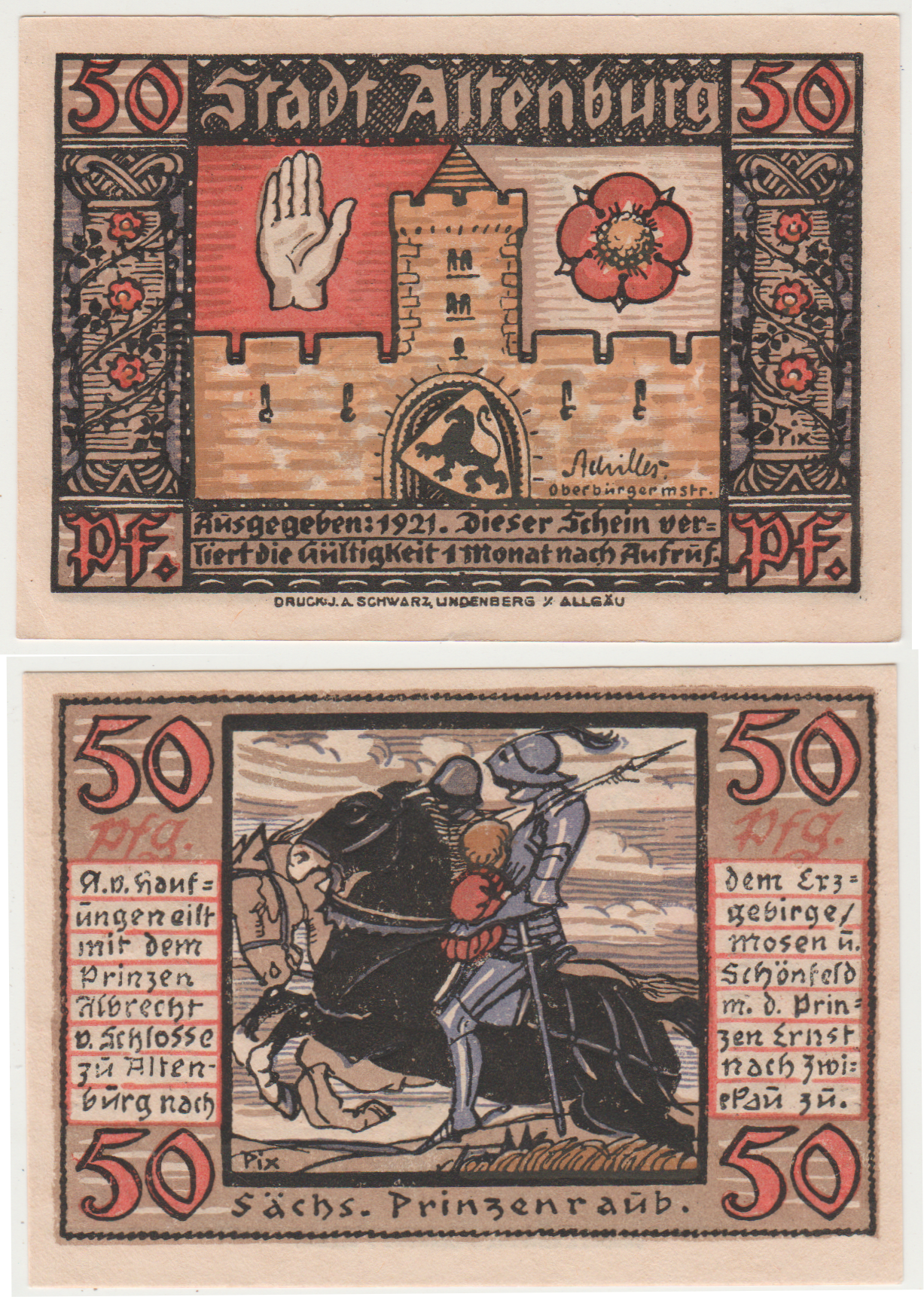
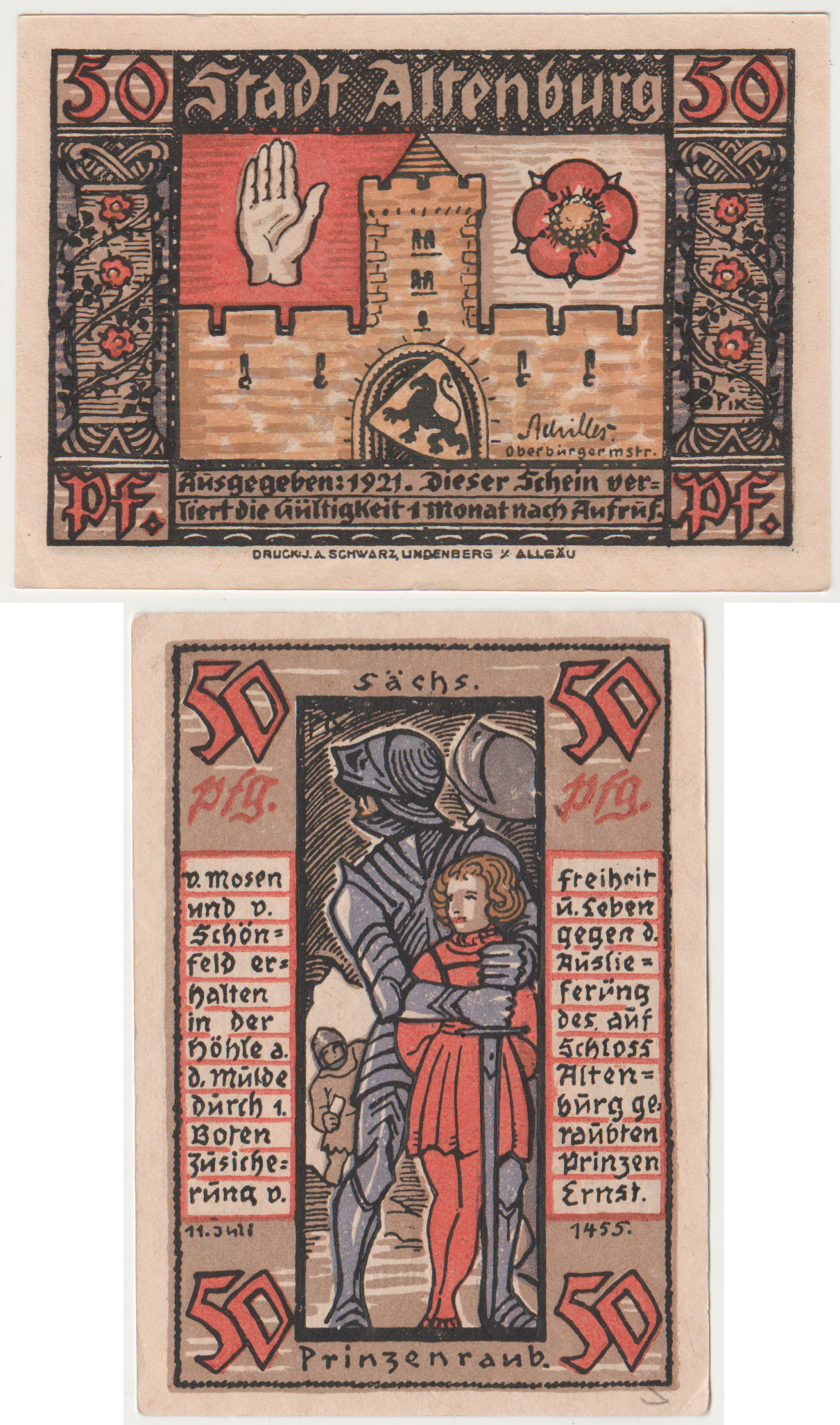
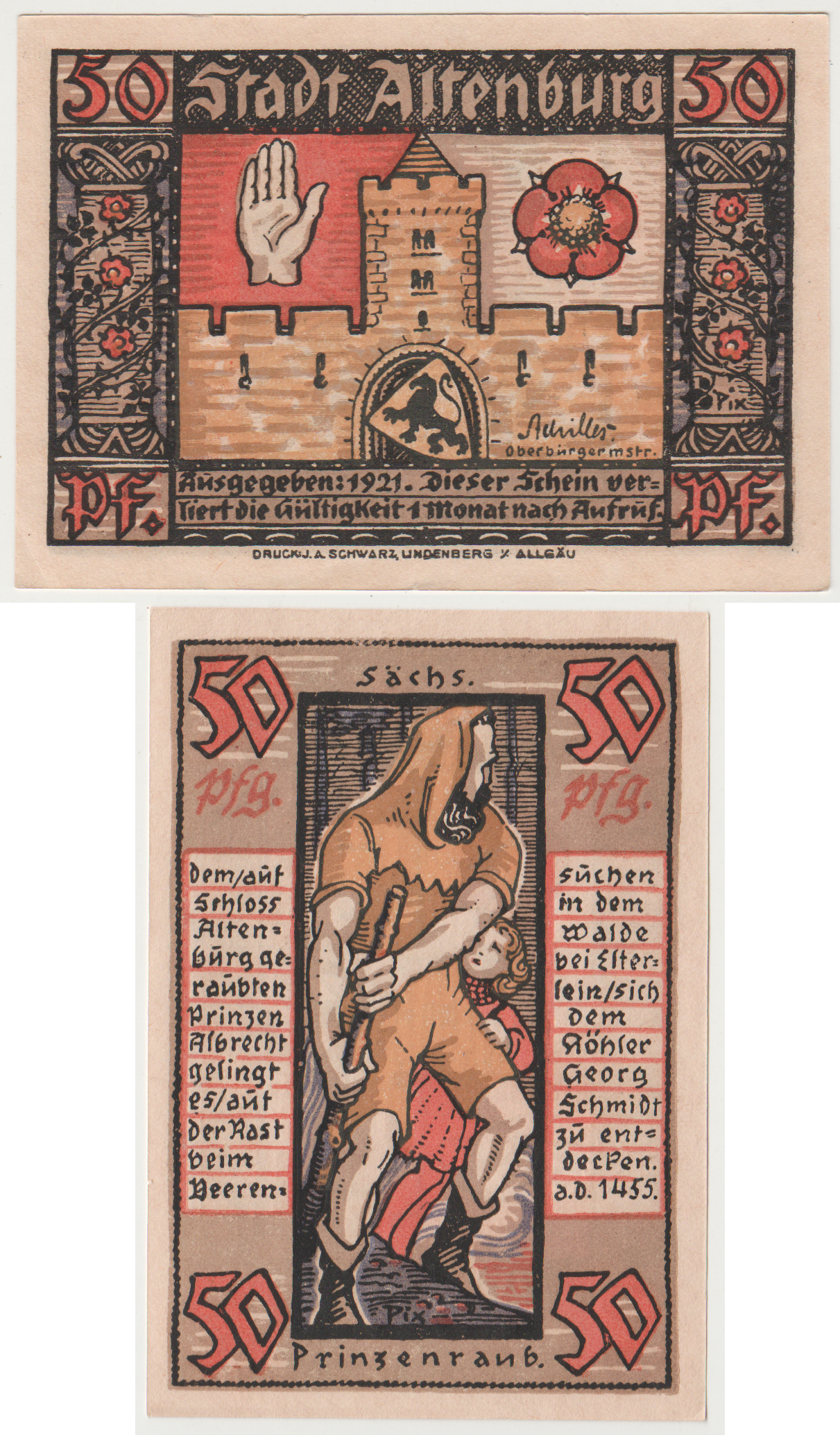
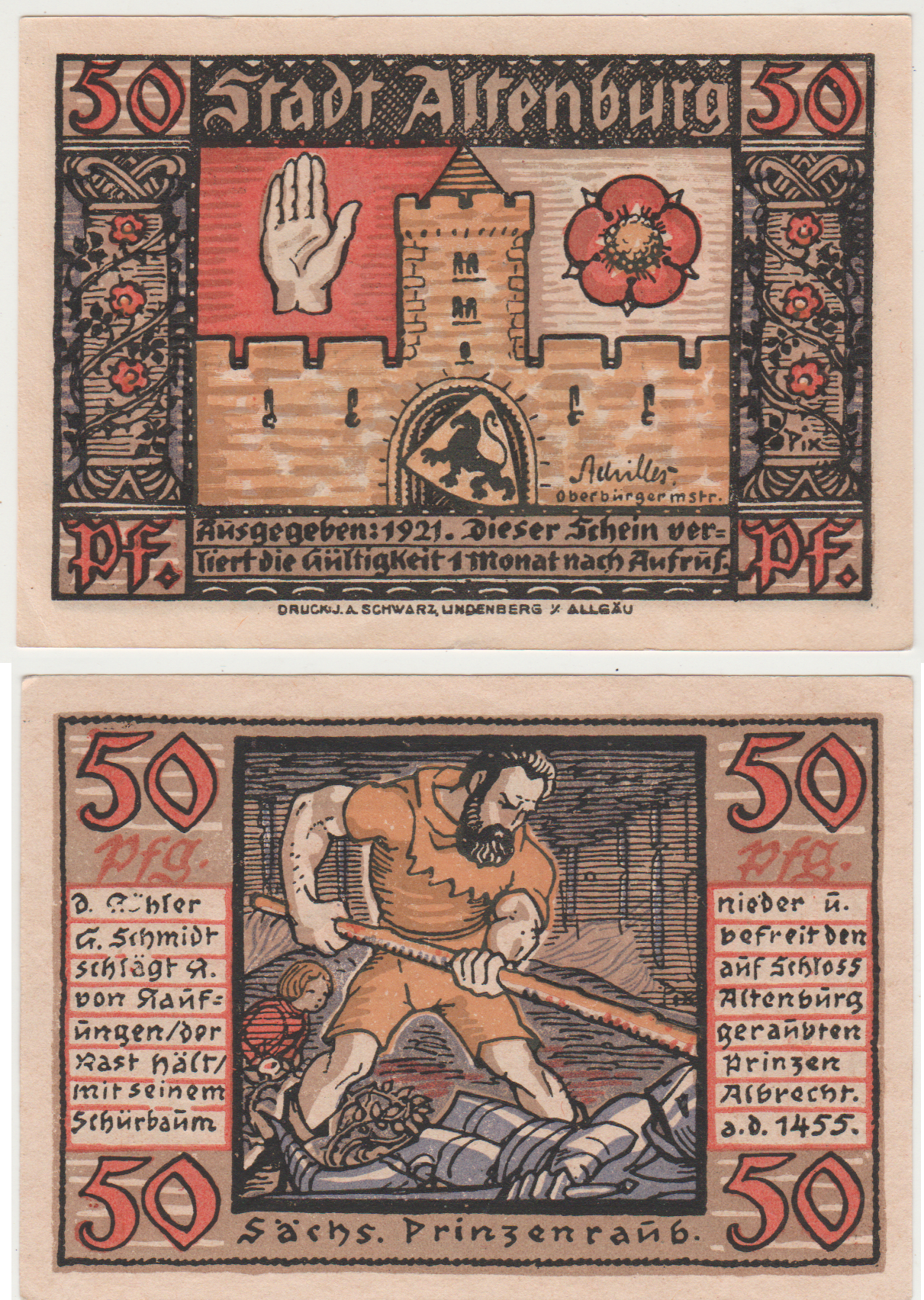
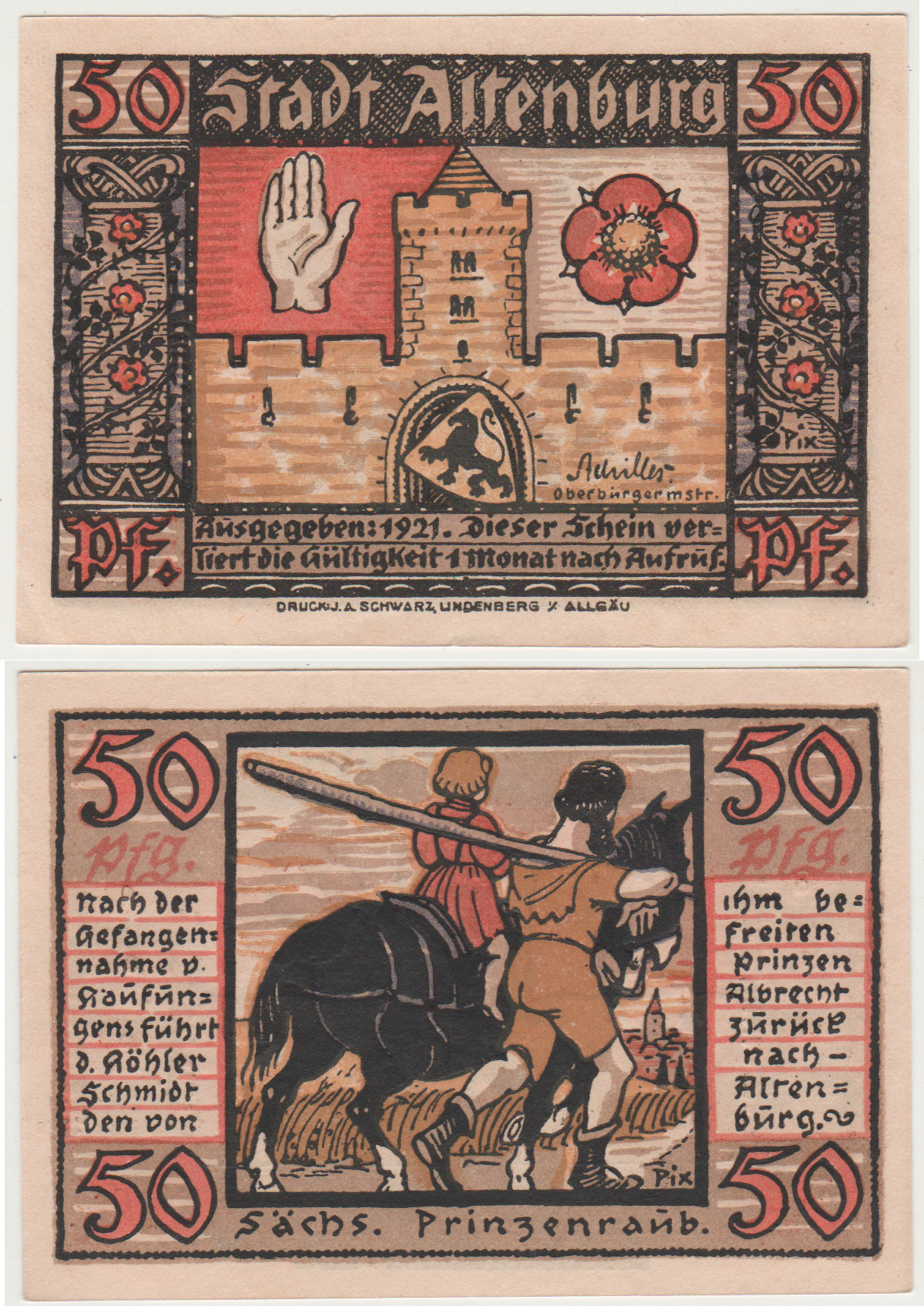

## Konflikt zwischen Kursachsen und Böhmen als „Sicherheit“ für die Entführer
Letztendlich war der Prinzenraub auch ein Nebenereignis der langjährigen Auseinandersetzungen zwischen dem sächsischen Kurfürsten und dem König von Böhmen, Ladislaus Postumus. Das Verhältnis zwischen beiden Staaten war von heftigen Grenzstreitigkeiten bestimmt. Die Hussitenüberfälle auf Sachsen und die böhmischen Heere im Bruderkrieg taten ihr Übriges. In Böhmen saß auf Burg Eisenberg die böhmische Linie der Herren von Kauffungen. Diese Burg dürfte das Ziel der Entführung gewesen sein. Unstrittig ist, dass Kunz von Kauffungen und auch die zweite Entführergruppe das Königreich Böhmen erreichen mussten, um vor dem Zugriff des sächsischen Kurfürsten und seiner Justiz sicher zu sein. Damit hätte aber auch der König von Böhmen einen direkten Zugriff auf die Prinzen und ein starkes Faustpfand gegenüber dem sächsischen Kurfürsten bei Vertragsverhandlungen gehabt. Deshalb war dem böhmischen König sehr an einem Gelingen der Entführung gelegen. Das Verhältnis von Kursachsen mit Böhmen besserte sich erst mit dem Vertrag von Eger, der von dem 1458 gekrönten neuen König Georg von Podiebrad geschlossen wurde und der die Grenzstreitigkeiten beseitigte.

## Bestrafung der Täter
Bereits am 13. Juli 1455, also nur fünf Tage nach der Tat, wurde Kunz von Kauffungen für schuldig befunden und zum Tode verurteilt. Nachdem er in die Stadt Freiberg gebracht worden war, wurden die Stadttore sofort geschlossen, damit niemand mehr hinein- oder herauskommen konnte. Am darauffolgenden Tag wurde er auf dem Freiberger Obermarkt ebenso wie einige seiner Helfer enthauptet. Die Stelle, an die der abgeschlagene Kopf gerollt sein soll, ist heute noch mit einem blauen Pflasterstein gekennzeichnet. Die Augen des steinernen Kopfes am Rathauserker (siehe Abbildung) sind auf diese Stelle gerichtet.
Dietrich von Kaufungen wurde am 31. Juli 1455 als Mitwisser in Altenburg geköpft. Der Koch Hans Schwalbe vom Altenburger Schloss wurde als Mithelfer am 28. Juli 1455 in Zwickau mit glühenden Zangen „gezwickt“ und danach gevierteilt.
Familienangehörige von Kunz mussten Sachsen verlassen. Seine Güter und Burgen in Sachsen wurden bis auf die Grundmauern geschleift. Dies soll die Burgen Kaufungen und die Wolfsburg bei Streitwald-Wolftitz und angeblich auch die Burg Kohren betroffen haben.

## Nachereignisse
Nach der Hinrichtung des adeligen Kunz von Kauffungen erreichten den Kurfürsten in Dresden hunderte Beschwerdebriefe Adeliger aus ganz Europa. Man hielt die Hinrichtung eines Mannes von Adel – in solch einem Falle – für nicht gerechtfertigt/rechtswidrig.
Nach dem Tod von Kunz von Kauffungen nahm sich der böhmische König Ladislaus Postumus seiner Söhne an.
Im Nachgang zum sächsischen Prinzenraub unternahmen die Eltern der geretteten Prinzen, Kurfürst Friedrich der Sanftmütige und dessen Frau Margaretha, am 15. Juli 1455 eine Wallfahrt zur Stiftskirche Ebersdorf (heutiger Stadtteil von Chemnitz) zu dem dortigen wundertätigen Marienbilde, um für die Rettung ihrer Kinder ein feierliches Dankopfer zu bringen. Die Ankunft in Ebersdorf fand 4 Uhr nachmittags statt. Margaretha stiftete einen Altar und zum Andenken wurden die Kleider der Prinzen und die Kappe des Köhlers, der Kunz von Kauffungen gefangen hatte, in der Kirche aufgehängt. Sie werden noch heute in Ebersdorf aufbewahrt.
Aus Dankbarkeit über die Errettung ihrer entführten Söhne wurde 1478 auf Initiative der verwitweten Kurfürstin Margaretha das Kloster in Neukirchen/Pleiße mit Genehmigung des Papstes Sixtus IV. in ein Kartäuserkloster umgewandelt.

## Sagenhaftes
Das Rittergut in Callenberg befand sich im Besitz des Dietrich von Kaufungen, eines Verwandten von Kunz. Bis in die DDR-Zeit waren davon noch Teile erhalten geblieben, eine Scheune mit Renaissance-Sitznischenportal (siehe Abbildung in der genannten Literatur: Abb. 4 S. 40). Hier sollen der Überlieferung nach Garleitern hergestellt worden sein, mit denen die Entführung der Prinzen aus dem Altenburger Schloss letztlich durchgeführt worden sein soll. Anstelle des wohl abgerissenen Rittergutes soll 1981 noch eine Gedenktafel mit einer älteren Inschrift vorhanden gewesen sein:
Hier knüpfte Leitern der Teufelskerl,
Kunz Kaufung, zu rauben des Landes Perl,
Hans schwalbe dazu ihm war bereit.
Gelobt sey Gott in Ewigkeit.
S.D.G (d. h. Soli Deo Gloria)
Noch um 2010 sollen Mauerteile mit mittelalterlichen Schießscharten vorhanden gewesen sein.
Außerdem soll eine Gruppe von zwei alten Eichen als Erinnerung an den Prinzenraub gepflanzt worden sein.
Laut Denkmalliste Callenbergs existieren hier Reste eines älteren (vor 1800) und eines neueren (ab 1800) Rittergutes.
In Kohren-Sahlis ist sagenhaft überliefert, dass Kunz von Kauffungen sich vor dem Prinzenraub auf der Burg Kohren aufgehalten haben soll und diese Burg daher nach dem Scheitern des Prinzenraubes zur Auslöschung des Andenkens an die Ereignisse geschleift wurde.

## Historische Orte und Gebäude des Prinzenraubes

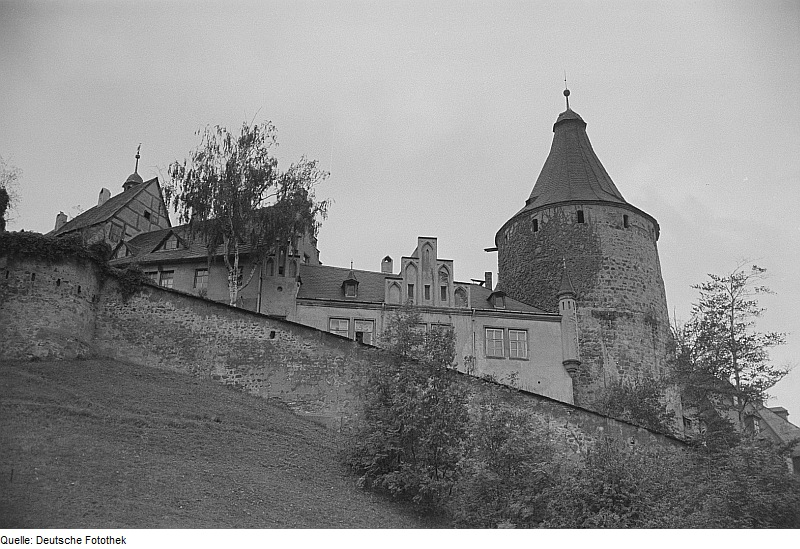
Altenburger Schloss mit Bergfried „Flasche“ und rondellierter gotischer Ringmauer des Zwingers (um 1952)
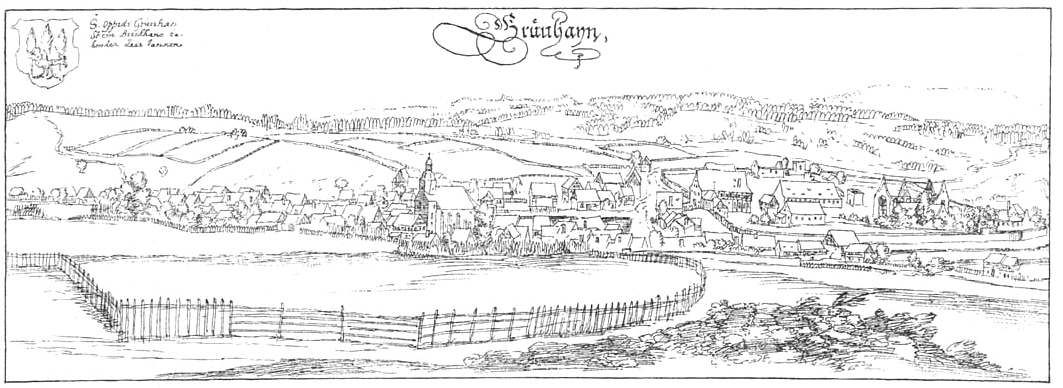
Ort und Klosterruine Grünhain (um 1630)
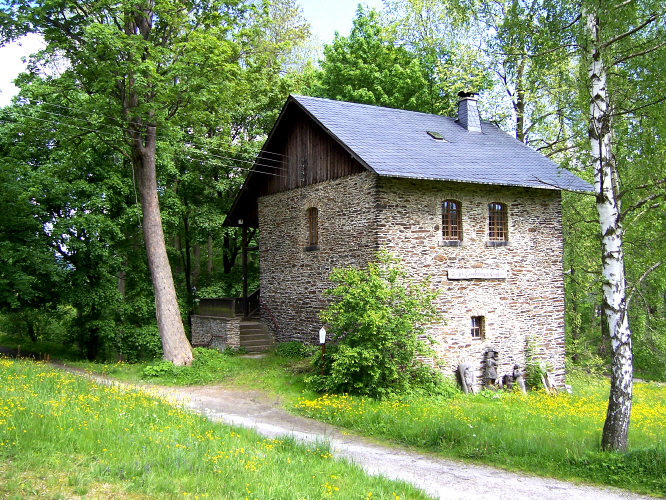
Fuchsturm im Kloster Grünhain, hier sollen Ritter Kunz und seine Begleiter angeblich gefangen gehalten worden sein
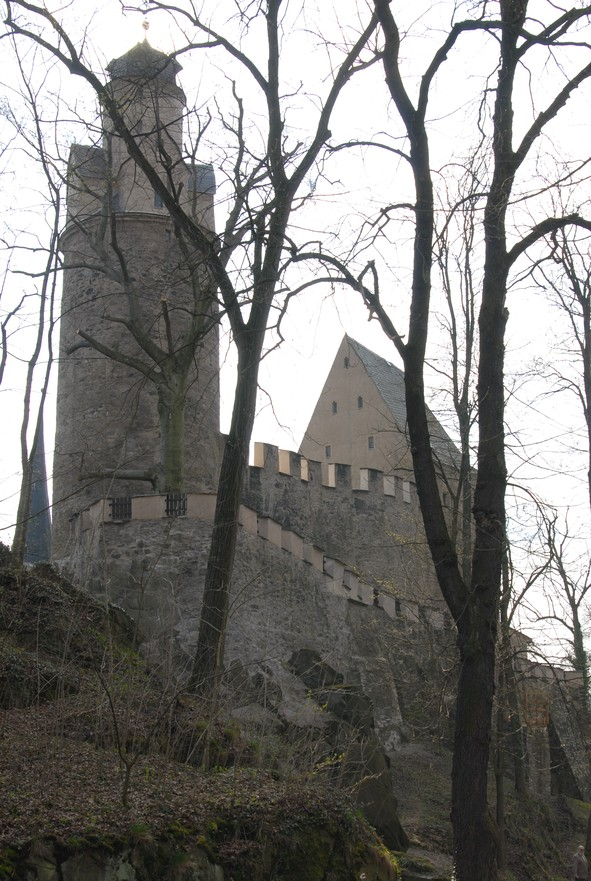
Burg Stein (ältere Oberburg) bei Hartenstein, hier soll die Übergabe eines Prinzen an Friedrich von Schönburg erfolgt sein
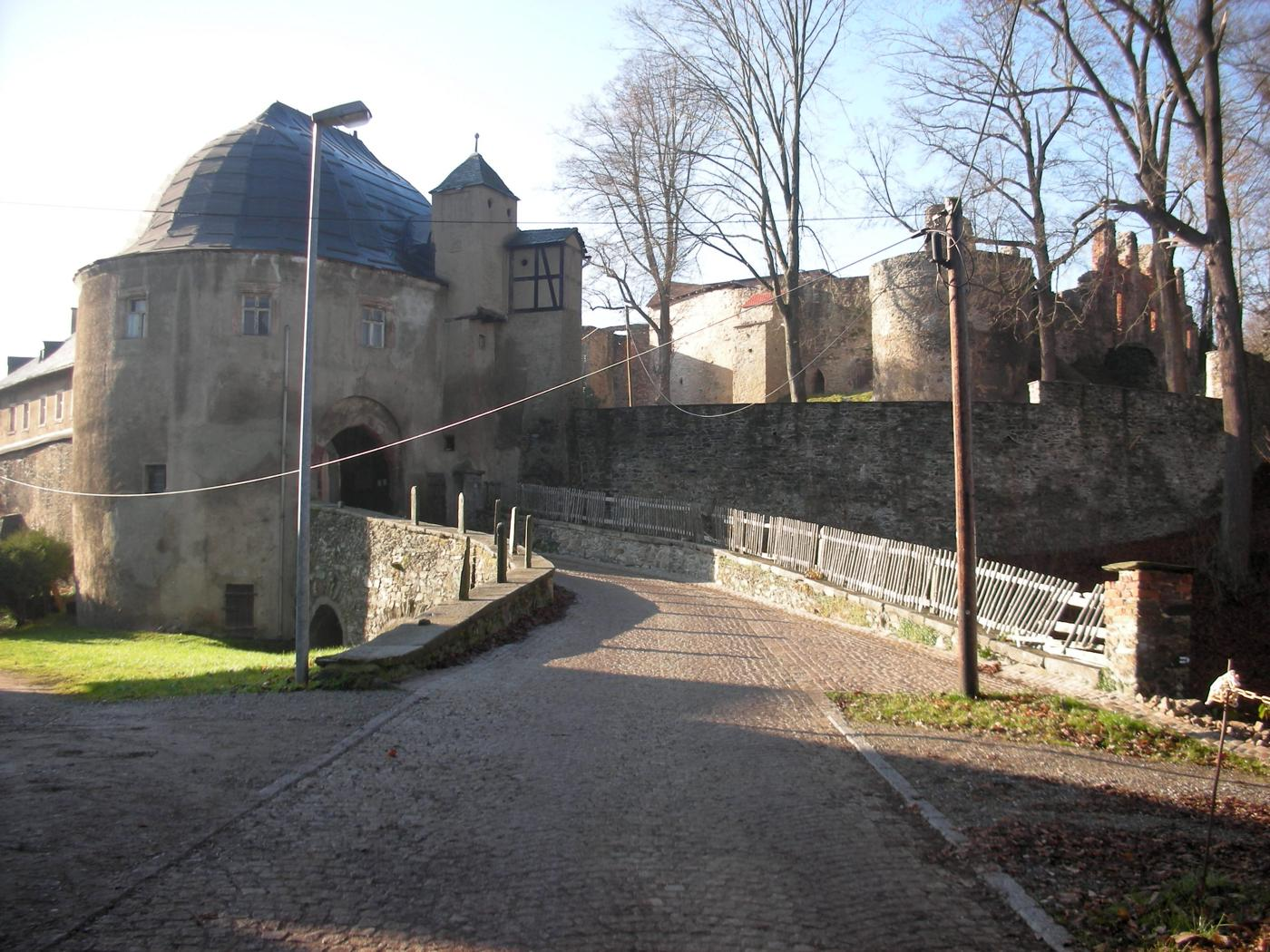
Burg Hartenstein (Vorburg), Sitz des Friedrich XX. von Schönburg (Herr von Waldenburg), hierher wurde der Prinz Ernst wohl gebracht vor seiner Überführung nach Chemnitz
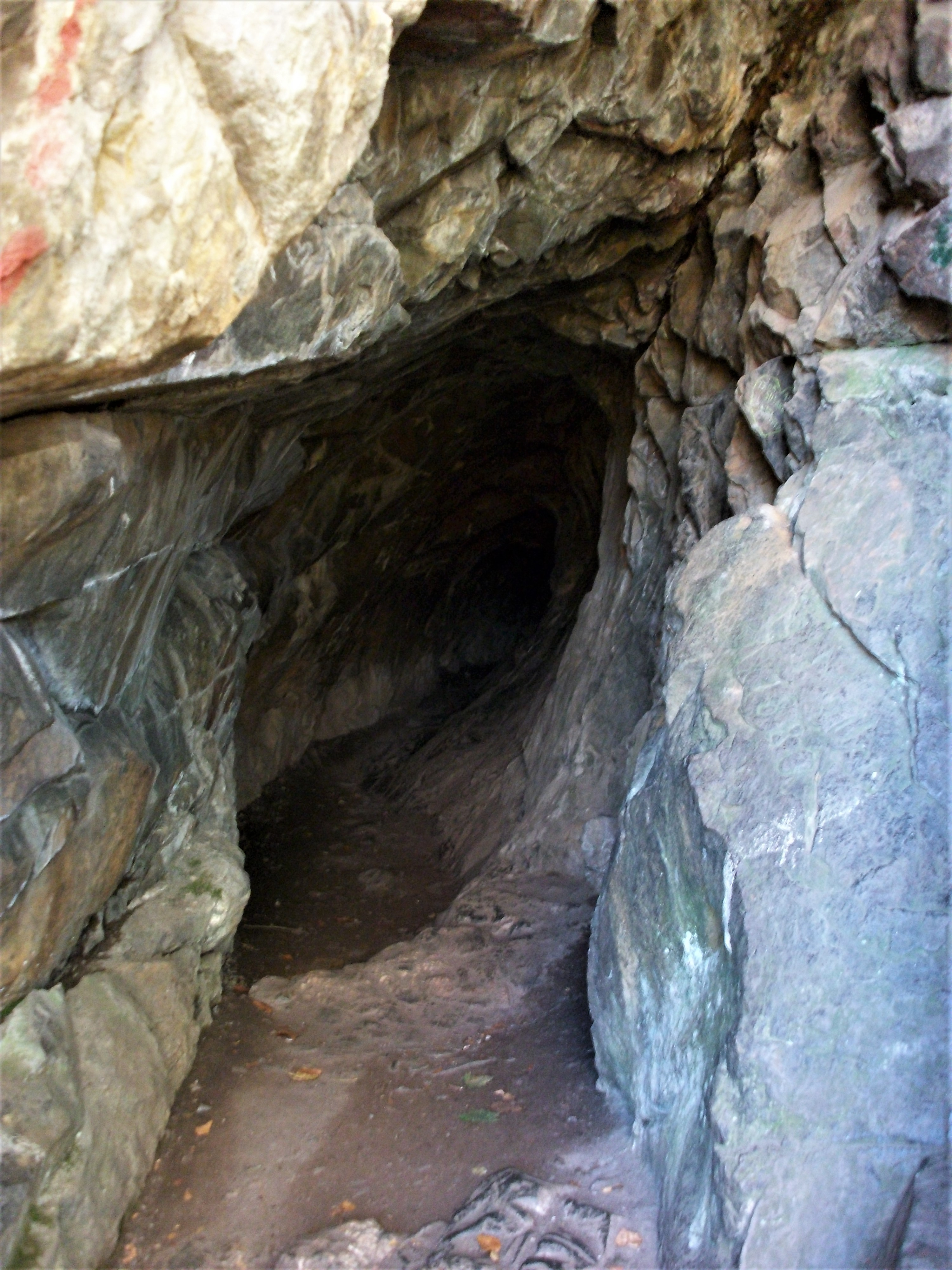
Prinzenhöhle (Hartenstein)
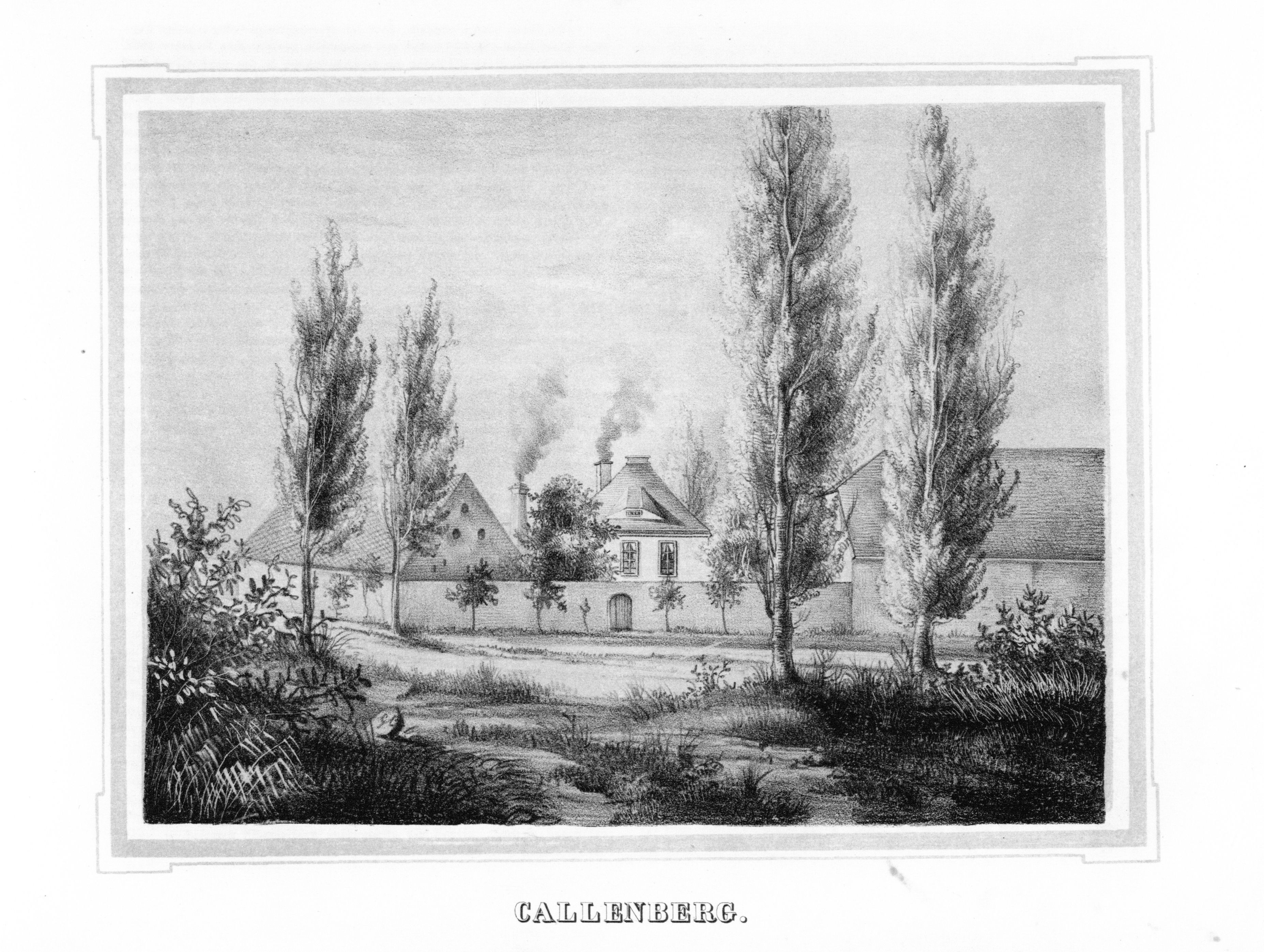
Rittergut Callenberg (1856)
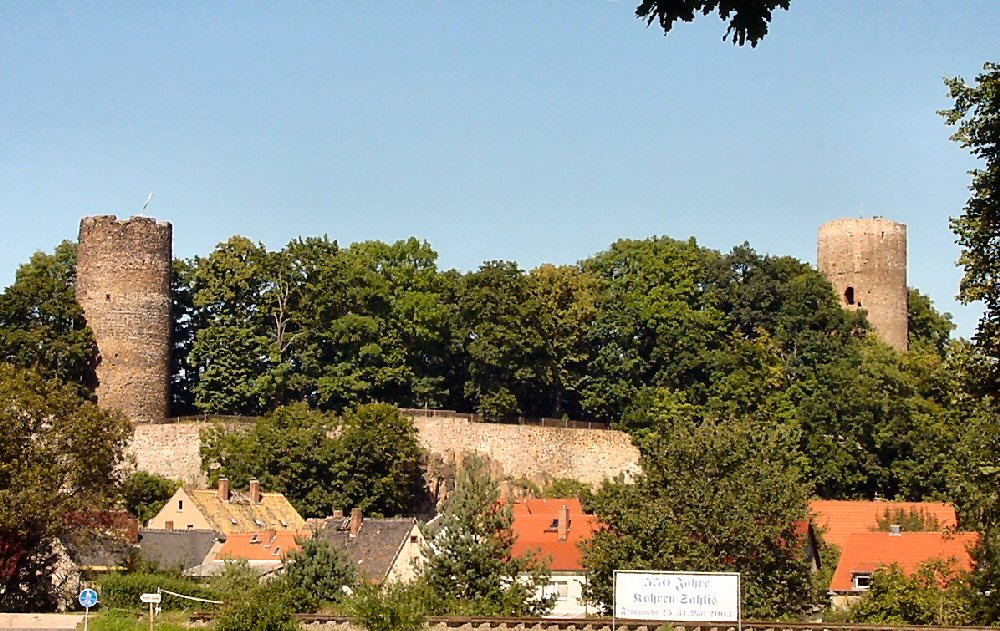
Burg Kohren, hier soll sich Kunz am Tag vor der Entführung aufgehalten haben
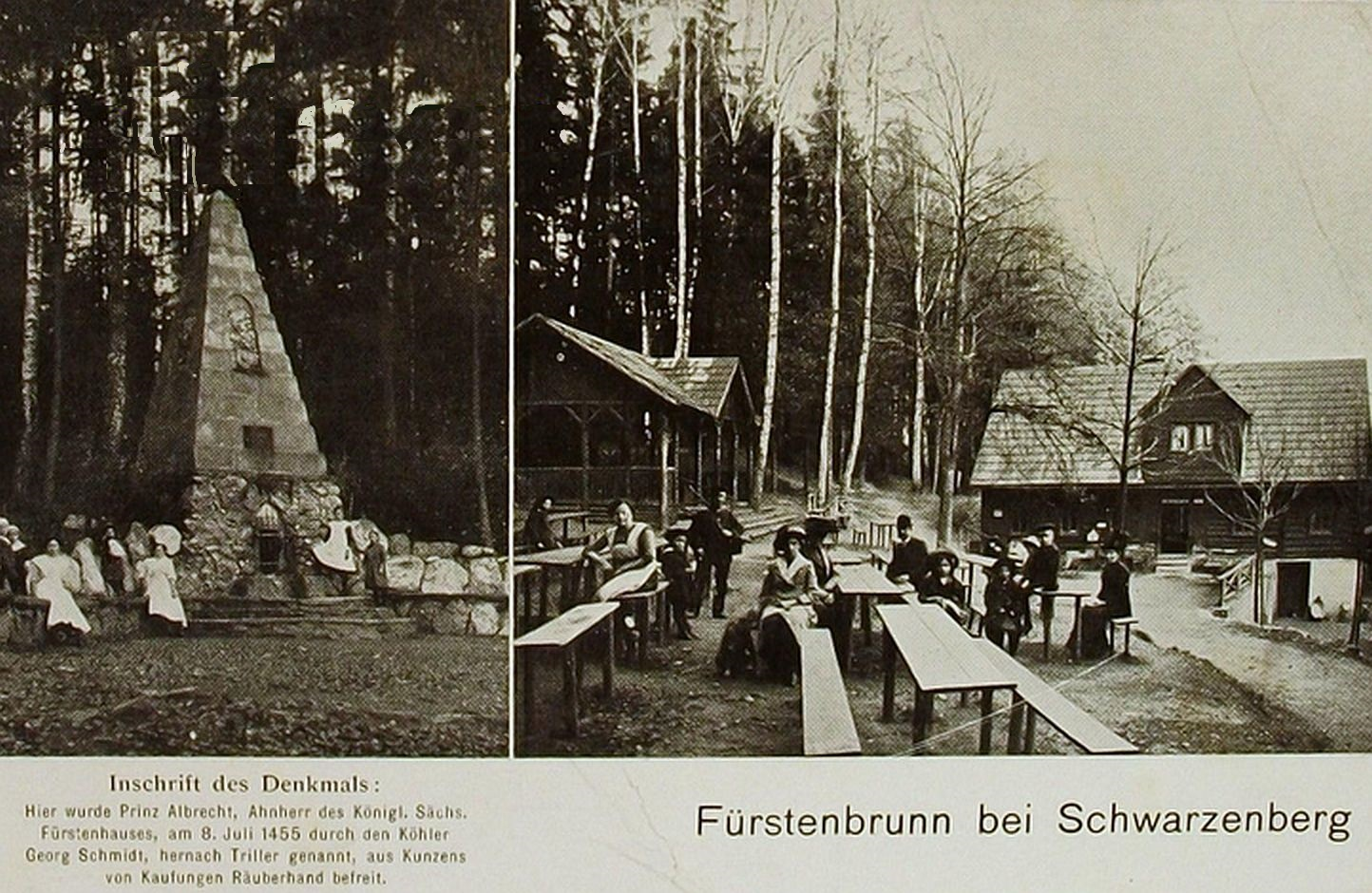
Hier der historische Ort der Befreiung Albrechts. Heute wird hier mit einem Obelisken der Heldentat des Köhler Schmidts gedacht, dazu die Historische Köhlerhütte

## Theateraufführungen
1593 wurde von Daniel Cramer in Wittenberg die lateinische Komödie Plagium verfasst, die den Prinzenraub zum Inhalt hat. Die deutsche Übersetzung wurde vom Satiriker Bartholomäus Ringwaldt unter dem Titel Vom sächsischen Prinzenraube 1597 angefertigt. Beide Versionen wurden als für das Barock typische Schulkomödien verwendet, die bei den jährlichen Abschlussveranstaltungen zum Nachweis der Latein- bzw. Geschichtskenntnisse dienten.
Gegen den Zeitgeist der Aufklärung gilt die Posse durch die Wandertruppe des Peter Florenz Ilgner, der die gegen den Adel gerichtete Unbotmäßigkeit zum derben Spaß von Rittern und Bauern machte und in der Zeit um 1780 in Norddeutschland, vor allem in Neubrandenburg, später Hildburghausen sein Publikum fand.
Als politisierendes „Volksschauspiel“ mit der Warnung, nicht gegen seine Obrigkeit aufzubegehren, wurde 1937 mit Ausrichtung auf den „Prinzenräuber“ das im Kern historische korrekte Historienspiel von Findeisen vor allem in Sachsen und durch Laientheater aufgeführt
Seit dem 500. Jahrestag im Jahr 1955 wurde der Prinzenraub mehrfach von Laiendarstellern am Originalschauplatz im Altenburger Schlosshof dargeboten. Im Sommer 2005 übernahmen erstmals professionelle Schauspieler des Theaters Altenburg-Gera zusammen mit über 200 Laiendarstellern diese Aufgabe. Die Regie über den gesamten Zeitraum führte das Team Lutz Gotter/ Klaus Noack. Die Premiere fand am 8. Juli 2005, dem 550. Jahrestag des Ereignisses, statt. Bis 2011 würdigten jährlich Prinzenraub-Festspiele das historische Ereignis.
2012 wurde der Prinzenraub als mobiles Straßentheater (Regie: Markus Ditz) unter dem Namen Prinzenraub on Tour herausgebracht. 
Seit 2013 inszeniert der Traditionsverein Altenburger Prinzenraub e. V. (vormals Förderverein) jedes Jahr den Prinzenraub im Juli auf dem Altenburger Schloss. Dabei ist bewusst immer ein Wochenende um den 7./8. Juli gewählt worden, damit es in den historischen Kontext von 1455 steht. Am 11. August 2013 feierte das Projekt Festspiele mit einer weiteren Prinzenraubinszenierung von Markus Ditz unter dem Namen Kaufungens Fehde Premiere. Die Rollen übernahmen hier wieder Laiendarsteller aus Altenburg und Umgebung. Im Rahmen des Altenburger Teehauswiesenfestes wurde das Stück im Bereich der Teehauswiese aufgeführt. 
Ab 2014 veränderte sich der Spielort des ehrenamtlichen Projektes. Zunächst hinter dem Hausmannsturm des Schlossareals (2014–2016) und ab 2017 im Agnesgarten des Schlosses. 2020–21 mussten die Prinzenraubfestspiele des Vereins bedingt durch die Corona-Pandemie ausfallen. 
Ab 2022 fanden wieder Aufführungen mit dem neuen Stück „Kunz & Morta“ des Autors Christian Weber unter der Regie von Christiane Müller statt. Der Traditionsverein Altenburger Prinzenraub e. V. hat damit die Spielzeitenanzahl der Prinzenraub-Festspiele der Jahre 2005 bis 2011 übertroffen.
Im Jahr 2025 begann eine Initiative aus Hartensteiner Vereinen mit der Aufführung einer neuen Fassung des Theaterstücks aus der Feder der Autorin und Künstlerin Ramona Markstein. Als Veranstaltungsort konnte die Schlossruine Hartenstein genutzt werden, welche selbst ein Ort der historischen Ereignisse des Prinzenraubs war. Die Nachfrage nach einer zeitgenössischen Umsetzung in der lokalen Bevölkerung war enorm groß und rückte die Schlossruine in Hartenstein wieder in den Fokus der Geschichte.

## Belletristik und Theaterstücke
- Daniel Cramer: Plagium. Tübingen 1607 (Schulkomödie, geschrieben 1593) (Volltext)
- Bartholomäus Ringwaldt: Vom sächsischen Prinzenraube 1597 (Federica Masiero (Hrsg.): Plagium. Comoedia von Daniel Cramer mit der deutschen Übersetzung von Bartholomäus Ringwaldt. Weidler, Berlin 2009).
- Johann Hoffmann: Ad Actum Comicum De Plagio Fratrum, Ernesti Et Alberti, Ducum Saxoniae, Per plagiarium nobilem Conradum a Kauffung ex arce Altenburgica An. 1455. raptorum. Schulzius, Sondershausen 1690 (Schulkomöde des Gymnasiums Frankenhausen) (Digitalisat)
- David Faßmann: Gespräche In Dem Reiche derer Todten. Hundert und Zwantzigste Entrevuë, Zwischen Kuntzen von Kauffung, Dem Sächsischen Printzen-Räuber, Und Aruch Barbarossa, Einem weltbekannten Türckischen See-Räuber und nachmahligen König zu Algier : Worinnen nicht nur sonderbare Nachrichten, von dem Raub derer beyden Sächsischen Printzen Ernesti und Alberti, ihrer Befreyung, und Kuntzens erfolgter Hinrichtung durch das Schwerdt enthalten, sondern auch Barbarossä Erstaunens-würdige See-Raubereyen, dessen Erhebung zum König zu Algier, und mit der Printzeßin Zapphira gewechselten Liebes-Briefe, mitgetheilet werden, Samt dem Kern derer neuesten Merckwürdigkeiten, und darüber gemachten curieusen Reflexionen. Deer, Leipzig 1727.
- Niquander (Ps.): Gründliche Doch kurtz-gefaßte Historische Nachricht Von dem Auf dem Schlosse zu Altenburg geschehenen Printzen-Raube, So an den Beyden Durchl. Chur-Printzen, als Stamm-Herren des Druchl. Chur-Hauses Sachsen Ernesto und Alberto, ergangen ist, Welche Beraubung Auf Angeben des churfürstl. Mund-Koches daselbst,... gerichtet worden ... /... zum besten in Teutsche Verse gebracht von Niquandern. Frankfurt (Main) 1728 Digitalisat
- Daniel Wilhelm Triller: Der Sächsische Prinzenraub, Oder Der wohlverdiente Köhler. In Einem Gedichte fürgestellet, In vier Bücher abgetheilet, mit feinen Kupfern gezieret, auch mit historischen Anmerckungen, und einem dergleichen Anhange. Varrentrapp, Frankfurt/M. 1743 (Digitalisat)
- Peter Florenz Ilgner: Der Sächsische Prinzenraub. Ein Schauspiel In Versen und drey Handlungen. Zweybrücken 1773 (.
- Franz Xaver Jann: Der Prinzenraub. Ein Trauerspiel in dreyen Aufzügen. In ders: Etwas wider die Mode. Schauspiele ohne Caressen, und Heurathen, für die studirende Jugend. Vierter Theil. Styr, Augsburg 1790, S. 1–86.
- Karl August Engelhardt: Kunz von Kauffungen, oder der sächsische Prinzenraub, und die Gefangennehmung Johann Friedrichs bey Mühlberg. Mit einem Kupfer. Denkwürdigkeiten aus der sächsischen Geschichte. Erster Band. Gerlach, Dresden 1797 Digitalisat
- Joseph Alois Gleich: Kunz von Kauffungen oder der Prinzenraub in Sachsen. Ein Schauspiel mit Gesang in drey Aufzügen. Nach der wahren Geschichte frey bearbeitet für d. k. k. privil. Schaubühne in der Leopoldstadt. Die Musik ist von Ferdinand Kauer. Wallishausser, Wien 1808 (Digitalisat)
- Johann Andreas Karl Hildebrandt: Kunz von Kauffungen oder, der Prinzenraub. Ein Gemälde aus dem 15. Jahrhundert. Quedlinburg, Leipzig 1825.
- Friedrich Dobler: Ernest und Albert oder der Prinzenraub. Eine Geschichte aus dem Jahre 1455 für die reifere Jugend. Schauer, Straubing 1838 (.
- Johannes Minckwitz: Der Prinzenraub. Ein geschichtliches Schauspiel in fünf Akten. E. Kummer, Leipzig 1839
- Philipp von Körber: Kunz von Kaufungen oder der sächsische Prinzenraub. Geschichtliche Erzählung aus der deutschen Vorzeit für die Jugend. C. H. Zeh, Nürnberg 1845.
- Gustav Nieritz: Der Prinzenraub. Eine Jugenderzählung. Simion, Leipzig 1852
- Eduard Ille: Der sächsische Prinzenraub. Bildergeschichte, Münchener Bilderbogen Band 8 (1855) Bogen 170, erneut gedruckt München 1920
- Alexander Junghänel: Der Prinzenraub. Drama in vier Abteilungenlexander. In: Festspiele für die Jugend. Band 3,1. Siegismund & Volkening, Leipzig 1883
- Rudolf Kleinpaul: Der Prinzenraub. Vaterländisches Drama in fünf Akten. Schmidt & Günther, Leipzig 1884 Digitalisat
- Ernst Trommer: Der sächsische Prinzenraub. Vaterländisch-historisches Ritterschauspiel in 6 Akten. Nach einem alten Manuskript von 1825. Repertoire des sächsischen Marionettentheaters, No. 2, Moeckel, Zwickau ca. 1905. Puppenspiel nach der Vorlage Johann Andreas Karl Hildebrandt ‘Kunz von Kaufungen oder der Prinzenraub’
- Karl Lochbaum: Der Prinzenräuber, unveröffentlichtes Maschinenmanuskript, ohne Jahresangabe (im Archiv des Museum und Kunstsammlung Schloss Hinterglauchau, Glauchau)[11].
- Therese Thurm: Der Altenburger Prinzenraub. Erzählung. Bonde-Verlag, Altenburg 1932.
- Kurt Arnold Findeisen: Kunz von Kaufungen, der Prinzenräuber. In: O du lieber Augustin und andere Volksliedgeschichten (1933), später erweitert zum "Volksschauspiel".
- Horst Henschel: Der Prinzenraub am 7. Juli 1455. Aus Berichten von Zeitgenossen, Chroniken und sonstigen Abhandlungen. Schwarzenberg 1922, 2. Aufl. B. Estel-Verl., Oelsnitz 1934.
- Kurt Arnold Findeisen: Das Spiel vom Prinzenraub oder Der Mann aus dem Walde. Volksschauspiel. Beltz, Langensalza 1937.
- Hans Robert Schröter: Kurfürst, Ritter und Küchenknecht : historische Erzählung um Kunz von Kauffungen. Verlag Knabe, Weimar 1954.
- Hans Robert Schröter: Der Altenburger Prinzenraub. Eine historische Erzählung. Verlag Knabe, Weimar 1961.
- Moritz Götze: Der Prinzenraub. Altenburger Verlag, Altenburg 1992, ISBN 3-929210-04-5 (Graphic Novel).
- Regina Röhner: Der sächsische Prinzenraub. Die Geschichte des Kunz von Kauffungen. 4. Aufl. Chemnitzer Verlag, Chemnitz 2002, ISBN 3-928678-11-6 (EA Chemnitz 1993).

Darstellungen und Sachbücher
- Petrus Albinus: Commentarivs Novvs de Mysnia Oder Newe Meysnische Chronica : Darinnen/ neben der ordentlichen Beschreibung des Landes ... sonderlich zu finden/ Erstlich ein nottürfftiger Bericht/ von den alten Einwonern des Landes ... Hernach ein kurtzer ... Auszug der Geschichten des hochlöblichen Hauses zu Sachsen ... Sampt einem Register. Lufft, Wittenberg 1580. Im Band 1 erfolgt die erste lückenhafte Darstellung, dem Auftrag des sächsischen Kurfürst August folgend, sollen die drastischen Bestrafungen gerechtfertigt werden[12]
- Peter Kunz: Conradus Kauffungus vulgo Kuntz von Kauffungen, raptor principum Dissertatio Vitembergae. Creusig, Wittenberg 1712
- Johann Vulpius: Plagium Kauffungense, das ist: der Chur-Fürstl. Sächß. Printzen durch Conrad (Curt, Cuntz) von Kauffungen, geschehem Entführung, aus dem Schlosse zu Altenburg im Osterlande, oder Meissen : gantz eigentlich nach richtiger Wahrheit mit allen Umständen und rechter Begebenheit, wie sich solche Anno 1455 zugetragen. Varrentrapp, Frankfurt (Main) 1743. Einige Fälschungen dieser dann oft zur Grundlage gemachten Darstellung wurden erst später durch Quellenarbeit entdeckt[13]
- Wilhelm Schäfer: Irrungen und Rechtsstreit zwischen Kurfürst Friedrich II. und Conrad von Kaufungen und der dadurch am 7./8. Juli 1455 herbeigeführte Prinzenraub. Der Montag vor Kiliani vor 400 Jahren ; Nach größtentheils noch ungedr. Urkunden u. Acten d. Haupt-Staats-Archivs zu Dresden u. andern briefl. u. actl. Notizen etc. Meinhold-Verlag, Dresden 1855 (Digitalisat)
- Eduard Köller: Der Sächsische Prinzenraub. H. Fritzsche, Leipzig 1855 (Digitalisat)
- J. Gersdorf: Einige Aktenstücke zur Geschichte des Sächsischen Prinzenraubes. Mit einer Protestation gegen neuere Verunglimpfungen der Wahrheit und des Rechts in Sachen des Prinzenraubes. Expedition der Zeitung für Stadt und Land, Altenburg 1855 ()
- Thomas Carlyle: Critical and miscellaneous essays. Volume 7. Chapmann and Hall, London 1869. Darin 'The Prinzenraub’, S. 138–168. Der einflussreiche schottische Historiker benutzt den ‘Kriminalfall’ zur Darstellung der komplexen sächsischen Dynastien (Digitalisat)
- Paul Franz: Der sächsische Prinzenraub im Drama des sechzehnten Jahrhunderts. Marburg 1891 (Digitalisat)
- Theodor Schön: Vom sächsischen Prinzenraub bis zum Heldentod des Herrn Ernst von Schönburg für Kaiser und Reich. Geschichte des fürstlichen und gräflichen Gesammthauses Schönburg. Bnd 3: 1456 - 1489. Köstner, Waldenburg 1902. Digitalisat
- Paul Alfred Merbach: Der Prinzenraub. Ein stoffgeschichtlicher Beitrag zur sächsischen Geschichte. In: Neues Archiv für sächsische Geschichte, Bd. 50 (1929), S. 77–98
- Andreas Raithel: Kunz von Kauffungen oder Der Prinzenraub zu Altenburg. Das volkstümlichste Ereignis der sächsischen Geschichte und seine Überlieferung. In: Anno Domini, Bd. 2 (1997), Heft 1, S. 28–29
- Rolf Kirchner: Kaufungen und der sächsische Prinzenraub (Chronik von Wolkenburg-Kaufungen; Bd. 4). Verlag Beran & Beran, Langenweißbach 2004, ISBN 3-937517-12-X.
- Alexa Dreesmann (Hrsg.): Ritter, Räuber, Prinzen. Projekte der Schulen der Stadt Altenburg und des Landkreises Altenburger Land zum 550-jährigen Jubiläum des "Altenburger Prinzenraubes" im Jahr 2005. 14. Mal- und Zeichenwettbewerb der Stadt Altenburg. Förderverein Altenburger Prinzenraub, Altenburg 2005
- Hans Joachim Kessler: Der sächsische Prinzenraub zu Altenburg. Unterwegs in Mitteldeutschland Bd. 1. Reinhold, Altenburg 2005; ISBN 978-3-937940-11-3
- Uwe Schirmer: Kunz von Kauffungen und der Prinzenraub zu Altenburg (1455). Strukturen eines spätmittelalterlichen Konfliktes. In: Zeitschrift für Historische Forschung, Bd. 32 (2005), Heft 3, S. 369–405, ISSN 0340-0174
- Manfred Hainich: Der Prinzenraub in Herders Sammlung "Volkslieder". In: Altenburger Geschichts- und Hauskalender, Bd. 14 (2005), S. 104–105
- Regina Röhner: Der sächsische Prinzenraub. Die Geschichte des Kunz von Kauffungen. 5., erw. u. verb. Aufl., Chemnitzer Verlag, Chemnitz 2006, ISBN 978-3-937025-25-4
- André Meier: Kunz von Kaufungen. Der Prinzenräuber von Altenburg. In: Gesichter, Geschichten, Geheimnisse. Bd. 2 (2007), S. 50–61
- Joachim Emig (Hrsg.): Der Altenburger Prinzenraub 1455. Strukturen und Mentalitäten eines spätmittelalterlichen Konfliktes. 2. Aufl. Sax-Verlag, Markkleeberg 2008, ISBN 978-3-86729-021-0.
- Constanze Alt: Prinzenraub und Barbarossa. In: Top-Magazin. Thüringen. Bd. 8 (2011), 3, S. 145–148
- Georg Piltz: Der Prinzenraub und andere historische Kriminalfälle, Das Neue Berlin, Berlin 2014, ISBN 978-3-360-02188-5.
- Klaus Graf: Johannes Vulpius (1645-1714), Schulmeister in Großkorbetha bei Weißenfels, als Fälscher von Geschichtsquellen  vom 1. April 2018, abgerufen am 29. Mai 2021